# Magyar Jogpárt
A Magyar Jogpárt a kárpátaljai magyarok pártja volt a trianoni békeszerződés után. A párt tagjai elsősorban a csehszlovák kormányt bírálták.